# Forest Moor

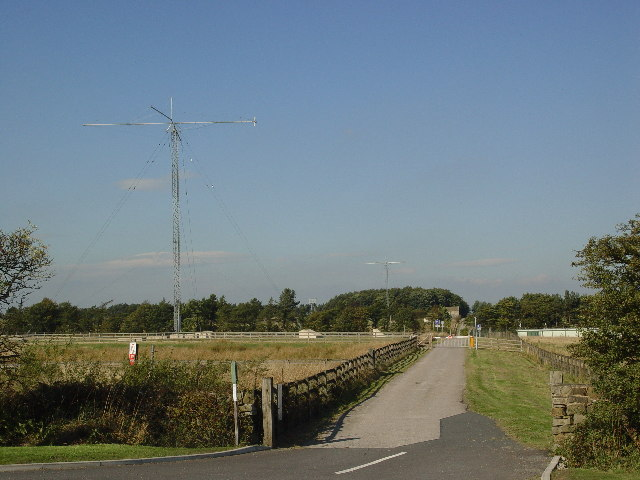
Antennenanlage des HMS Forest Moor nahe Harrogate

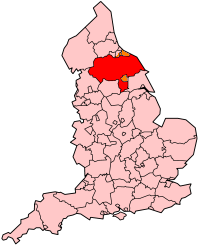
Forest Moor liegt im Norden Englands

Forest Moor (auch: Forest Moor Y-Station, später: HMS Forest Moor, heute: Forest Moor School) war ein Militärstützpunkt der Streitkräfte des Vereinigten Königreichs. Er lag in Nidderdale in der englischen Grafschaft North Yorkshire etwa 12 km westlich von Harrogate.

## Geschichte
Während des Zweiten Weltkriegs war Forest Moor ab 1943 eine wichtige Funkabhörstelle des britischen Geheimdienstes. Wie in den meisten anderen Y-Stations wurden auch hier hauptsächlich National-HRO-Kurzwellenempfänger verwendet. Nach dem Krieg diente die Anlage ab 1960 unter dem Namen HMS Forest Moor der britischen Royal Navy als Funkabhörstelle, bis sie im November 2003 stillgelegt wurde. Heute ist die Einrichtung unter dem Namen Forest Moor School eine Schule für schwer erziehbare Kinder (siehe auch: Sonderpädagogik).